# Miguel Alemán Valdés
Pour les articles homonymes, voir Alemán et Valdés.
Miguel Alemán Valdés (né le 29 septembre 1900 à Sayula de Alemán, Veracruz et mort le 14 mai 1983 à Mexico) fut président du Mexique de 1946 à 1952,.

## Biographie
Il est né à Sayula (État de Veracruz, Mexique). Son père est général. Il étudie le droit à l'Université de Mexico (UNAM). Il est sénateur de l'État de Veracruz entre 1934 et 1936, puis gouverneur de ce même État entre 1936 et 1940. Manuel Ávila Camacho, le futur président du Mexique, le charge de mener la campagne électorale. Une fois élu, Camacho le nomme Secretario de Gobernación (Ministre de l'Intérieur). Il devient Président du Mexique le 1er décembre 1946 en succédant à Manuel Ávila Camacho. Miguel Alemán est le premier civil élu à la présidence depuis le début de la révolution. 
Le PRM devient le PRI, Parti révolutionnaire institutionnel, divisé en trois secteurs, ouvrier, paysan et populaire. Alemán se consacre au développement économique. Les mécanismes de contrôle clientéliste s’appuyant sur les caciques locaux sont renforcés, aussi bien par l’institution de l’ejido que par le système de parti unique et de ses liens corporatistes avec les syndicats. Durant le mandat d'Alemán, les femmes obtiennent le droit de vote aux élections municipales. Son mandat s'acheva le 30 novembre 1952. Le lendemain, Adolfo Ruiz Cortines lui succède. Il dirige ensuite le conseil national du tourisme pendant 25 ans. Il meurt à Mexico.

### Mandats électifs
- 1934 - 1936 Sénateur de l'État de Veracruz
- 1936 - 1940 Gouverneur de l'État de Veracruz
- 1946 - 1952 Président du Mexique

### Fonctions gouvernementales
- 1940 - 1946 Secretario de Gobernación - (Gouvernement de Manuel Ávila Camacho)

## Distinctions
- Grand-croix de l'ordre d'Isabelle la Catholique